# Latouille-Lentillac
Latouille-Lentillac is een gemeente in het Franse departement Lot (regio Occitanie) en telt 215 inwoners (1999). De plaats maakt deel uit van het arrondissement Figeac.

## Geografie
De oppervlakte van Latouille-Lentillac bedraagt 11,4 km², de bevolkingsdichtheid is 18,9 inwoners per km².
De onderstaande kaart toont de ligging van Latouille-Lentillac met de belangrijkste infrastructuur en aangrenzende gemeenten.

## Demografie
Onderstaande figuur toont het verloop van het inwonertal (bron: INSEE-tellingen).